# Feminismo ateo

El ateísmo feminista defiende la igualdad de derechos y deberes entre hombres y mujeres en una sociedad sin religión.
El feminismo ateo cita a la religión organizada como la principal fuente de opresión contra la mujer, desigualdad de género y supresión de la libertad sexual y determinados derechos humanos básicos. Para los feministas ateos, la participación en una fe es la aceptación de la sumisión al patriarcado y a las acciones antifemeninas de las religiones organizadas.

## Historia
Los grupos de feministas que renuncian a su fe por cuestíón de desigualdad de género existen de forma oficial desde que Annie Laurie Gaylor fundara en 1978 la mayor organización de ateos y agnósticos, la Freedom From Religion Foundation, una fundación con 13.000 socios, siendo una de las más importantes a nivel mundial. Su trabajo en la fundación y sus publicaciones sobre mujer y religión ha inspirado gran parte de la organización de esta rama del feminismo.

## Mujeres y magia negra
En las religiones se ha acusado frecuentemente a las mujeres de estar relacionadas con el demonio y la magia negra. Durante los cinco siglos de funcionamiento de la Inquisición en España, algunas mujeres fueron quemadas vivas en la hoguera por orden del régimen católico bajo la acusación de brujería. La menstruación ha sido siempre descrita como tabú sucio y primitivo en muchos textos religiosos, y la capacidad para parir y cuidar niños ha sido vista como algo sospechoso de ser enseñado por el mal.
En el símbolo del Yin-Yang, que refleja el equilibrio entre fuerzas opuestas, el lado Yin o energía femenina resulta ser también el lado fértil, oscuro, frío, húmedo, misterioso y secreto: el principio negativo de la naturaleza.

## Papel de la mujer en el rol religioso
Ninguna de las mayores religiones (Islam, Cristianismo, Budismo, Hinduismo o Judaísmo) tienen a una mujer como deidad o personificación mortal. De hecho, a las mujeres siempre se les ha negado la educación debido a que la religión la consideraba innecesaria para ellas. 
Otro de los argumentos del feminismo ateo es que la jerarquía de las religiones siempre ha estado dominada por hombres, y las interpretaciones de textos y símbolos siempre han excluido la perspectiva femenina. Por ejemplo, la mujer se considera igual que el hombre en la ley islámica (sharia), pero la interpretación -masculina- del Corán ha mantenido a la mujer sometida durante siglos.

## Religiones profeministas
Pueden asociarse al feminismo el Neopaganismo, la Wicca, o el culto a las diosas y otras formas de espiritualidad no basadas en la salvación, aunque para el feminismo ateo, solo son otros modos inadecuados de actuar tras renunciar a las creencias patriarcales.